# Serie animate televisive
Questa è la lista delle serie animate televisive trasmesse sulle reti televisive di tutto il mondo dagli anni 1940 fino ad oggi. Poiché la lista è molto lunga, per comodità è stata suddivisa per decenni. Questa lista include anche le serie di cortometraggi come The Bugs Bunny Show.

## Liste per decenni
- Serie animate televisive degli anni 1940 e 1950
- Serie animate televisive degli anni 1960
- Serie animate televisive degli anni 1970
- Serie animate televisive degli anni 1980
- Serie animate televisive degli anni 1990
- Serie animate televisive degli anni 2000
- Serie animate televisive degli anni 2010